# Prąd przesunięcia
Prąd przesunięcia – wielkość fizyczna o wymiarze prądu elektrycznego zależna od szybkości zmian natężenia pola elektrycznego w dielektryku. W przeciwieństwie do prądu elektrycznego nie polega on na przepływie ładunków, jednak pomimo tego również wywołuje wirowe pole magnetyczne. Pojęcie prądu przesunięcia wprowadził w 1865 James Clerk Maxwell uogólniając prawo Ampère’a na prądy zmienne, tworząc w ten sposób jedno z równań nazywanych obecnie równaniami Maxwella. Dla odróżnienia prądu przesunięcia od prądu polegającego na ruchu ładunków, ten drugi nazywany jest prądem przewodzenia.
Nazwa pochodzi od dawnej nazwy indukcji magnetycznej – przesunięcia. Stąd nazwę tę można rozumieć jako „prąd indukcji magnetycznej”.

## Analiza
Gęstość prądu przesunięcia jest zdefiniowana jako szybkość zmiany indukcji elektrycznej D:
{\displaystyle \mathbf {J} _{\mathrm {D} }={\frac {\partial \mathbf {D} }{\partial t}}=\varepsilon {\frac {\partial \mathbf {E} }{\partial t}}}
ponieważ D = εE, gdzie przenikalność elektryczna ε = ε0 εr,
εr – względna przenikalność elektryczna dielektryka,
ε0 – przenikalność elektryczna próżni (8,854·10−12 F·m−1).
Wartość skalarną prądu przesunięcia można przedstawić za pomocą strumienia elektrycznego:
{\displaystyle I_{\mathrm {D} }=\varepsilon {\frac {d\Phi _{E}}{dt}}}
Użycie przenikalności ε jako wartości skalarnej jest poprawne jedynie dla liniowych ośrodków izotropowych. W liniowych ośrodkach anizotropowych ε jest tensorem. Liniowość ośrodka oznacza, że wartość współczynnika ε nie zależy od natężenia pola elektrycznego.
Analizując szczegółowo zjawisko indukcji elektrycznej w dielektryku należy wprowadzić pojęcie polaryzacji P:
{\displaystyle \mathbf {P} =\varepsilon _{0}\chi _{e}\mathbf {E} =\varepsilon _{0}(\varepsilon _{r}-1)\mathbf {E} }
gdzie {\displaystyle \chi _{e}} jest bezwymiarowa wielkością zwaną podatnością elektryczną dielektryka. Można zauważyć zależność:
{\displaystyle \varepsilon =\varepsilon _{r}\varepsilon _{0}=(1+\chi _{e})\varepsilon _{0}}
Indukcję elektryczną definiujemy jako:
{\displaystyle \mathbf {D} =\varepsilon _{0}\mathbf {E} +\mathbf {P} }
Różniczkując tę zależność otrzymuje się wyrażenie na gęstość prądu przesunięcia będące sumą dwóch składników:
{\displaystyle \mathbf {J} _{\mathrm {D} }=\varepsilon _{0}{\frac {\partial \mathbf {E} }{\partial t}}+{\frac {\partial \mathbf {P} }{\partial t}}}
Pierwszy składnik dotyczy całej otaczającej nas przestrzeni; nie ma związku z ruchem ładunków, ale mimo to posiada skojarzone pole magnetyczne, tak jak „zwykły” prąd. Drugi składnik jest wywołany zmianą polaryzacji pojedynczych molekuł-dipoli, które wobec braku możliwości przemieszczania się w dielektryku, obracają się wokół własnej osi wywołując prąd polaryzacji.

## Zgodność matematyczna
Przed powstaniem prac Maxwella uważano, że pole magnetyczne jest generowanie wyłącznie przez przepływ ładunków elektrycznych (oraz oczywiście przez ciała namagnetyzowane). Zjawisko to opisuje matematycznie prawo Ampère’a. Wiadomo było również, że ładunek elektryczny nie może być wytworzony lub zniszczony – zasadę tę wyraża prawo zachowania ładunku oraz równanie ciągłości. Jednak konfrontacja obu tych praw prowadziła do absurdalnych wniosków:
{\displaystyle \nabla \times {\vec {H}}={\vec {j}}\implies \nabla \cdot {\vec {j}}=0} (prawo Ampère’a w pierwotnej postaci i wynik poddania go obustronnej dywergencji)
{\displaystyle \nabla \cdot {\vec {j}}+{\frac {\partial \rho }{\partial t}}=0} (prawo zachowania ładunku)
z czego wynika:
{\displaystyle {\frac {\partial \rho }{\partial t}}=0}
co oznaczałoby, że ładunek elektryczny w danym miejscu jest zawsze stały.
Maxwell zauważył, że zmodyfikowanie prawa Ampera poprzez dodanie do niego wyrażenia na prąd przesunięcia umożliwi wyjaśnienie za pomocą prawa Gaussa faktu generowania pola magnetycznego zarówno przez prąd przewodzenia, jak i prąd przesunięcia.

## Interpretacja
Istnienie prądu przesunięcia możemy zaobserwować np. podczas ładowania kondensatora. Po podpięciu go do źródła zasilania następuje przepływ ładunków elektrycznych do pierwszej okładki kondensatora. Zgromadzone na niej ładunki odpychają ładunki tego samego znaku na drugiej okładce; odpływają one drugim przewodem do źródła zasilania. Mówimy, że przez kondensator płynie prąd ładowania. Widzimy jednocześnie, że obwód nie jest zamknięty – między okładkami kondensatora znajduje się nieprzewodzący dielektryk, stanowiący przerwę w obwodzie. Pomimo to prąd przepływa – można to więc było potraktować jako dowód na istnienie prądu, który nie potrzebuje do przepływu przewodnika. Tak też postąpił Maxwell interpretując prąd przesunięcia jako rzeczywisty ruch ładunków, nawet w próżni. Sądził, że odpowiada za niego ruch dipoli w eterze. Interpretacja ta została odrzucona, jednakże poprawka, którą wprowadził do prawa Ampera nadal obowiązuje – zmienne pole elektryczne wywołuje zmienne pole magnetyczne. Zachowała się również historyczna nazwa tego zjawiska.
Wprowadzenie prądu przesunięcia umożliwiło Maxwellowi udowodnienie, że fale elektromagnetyczne poruszają się z prędkością światła, a więc także wykazanie, że światło jest falą elektromagnetyczną.
Obecnie wiadomo, że prąd przesunięcia w próżni nie ma związku z ruchem ładunku (ani z przepływem, ani z ruchem dipoli wokół własnej osi). Jest to po prostu wielkość zdefiniowana jako szybkość zmian pola elektrycznego, ze związanym z nią polem magnetycznym. Współczesna koncepcja prądu przesunięcia odnosi się więc tylko do faktu związku pola magnetycznego ze zmiennym polem elektrycznym.